# Everton (ur. 1984)
Everton, właśc. Francisco Everton de Almeida Andrade (ur. 8 sierpnia 1984 w Maranguape) – brazylijski piłkarz, występujący na pozycji defensywnego pomocnika.

## Kariera klubowa
Everton rozpoczął piłkarską karierę w klubie Maranguape Futebol Clube w 2005 roku. Lata 2005–2006 spędził w małych klubach: Maracanã, ponownie Maranguape, Ferroviário Fortaleza i Trairiense Trairi. W 2007 roku przeszedł do ówczesnego beniaminka drugiej ligi Grêmio Barueri. W klubie z Barueri występował przez trzy lata, po drodze awansując do pierwszej ligi w 2008 roku. W pierwszej lidze Everton zadebiutował 9 maja 2009 w zremisowanym 1-1 spotakniu z Sportem Recife. Grêmio w swoim pierwszym sezonie w pierwszej lidze zajęło 11. miejsce, a Everton rozegrał 31 spotkań, w których strzelił 3 bramki.
W 2010 roku został zawodnikiem Fluminense FC. We Fluminense zadebiutował 17 stycznia 2010 w wygranym 3-0 wyjazdowym meczu z Americano FC w lidze stanowej Rio de Janeiro. Był to udany debiut, gdyż Everton w 22 min. strzelił pierwszą bramkę dla Fluminense. Po przyjściu nowego trenera Fluminense Muricego Ramalho w kwietniu 2010, Everton stracił miejsce w podstawowym składzie. Ostatniego raz we Fluminense Everton zagrał 15 maja 2010 w wygranym 1-0 z Atlético Goianiense. Bilans jego półrocznego pobytu w klubie z Rio to 2 mecze w I lidze oraz 15 meczów i 4 bramki w lidze stanowej.
Od lipca 2010 jest zawodnikiem Cruzeiro EC, w którego barwach zadebiutował 18 lipca 2010 w wygranym 1-0 spotkaniu z Goiás EC, zastępując w 62 min. Rogera.